# Seminari de Pedagogia
El Seminari de Pedagogia del Col·legi de Llicenciats de València fou un moviment de professionals de l'ensenyament (a pesar que en ell hi havia professionals d'altres sectors com la medicina per exemple), que, preocupats per la situació educativa que s'havia creat durant els anys de repressió franquista, va intentar albirar una via alternativa més democràtica a l'educació. Aquesta labor es realitzava de manera altruista i desinteressadament, i amb això pretenien introduir a Espanya la pedagogia moderna.
Aquest Seminari de pedagogia tractava d'aconseguir una participació activa dels alumnes, es fomentava la llibertat d'expressió i la gestió democràtica a l'aula, es valorava el treball realitzat per l'alumne enfront de la capacitat innata, d'aquesta manera l'alumnat va passar a ser considerat com un ésser en desenvolupament la qual cosa suposava que no podia ni devia jutjar-se de forma taxativa i definitiva.

## Història
El Seminari de Pedagogia sorgeix al voltant dels anys seixanta quan alguns professors i professores valencians van sentir la necessitat de replantejar-se la forma de dur a terme l'ensenyament que es realitzava a les aules. Es pot dir que aquest Seminari de Pedagogia, en prendre com a base els principis de la classe activa i de l'Educació Nova, es convertien en els hereus de la tradició pedagògica que es va desenvolupar excepcionalment a Espanya entre finals del segle xix i el final de la Guerra Civil, entre les quals destaca la renovació pedagògica, la reforma de l'escola que la Institució Lliure d'Ensenyament, l'Escola Moderna i els corrents socialistes.
L'educació durant l'època franquista entre els anys 40 i 50 van fer un gir total al model republicà anterior. Enfront de l'escola republicana, es va dur a terme una defensa de la tradició pedagògica que es recolzava en l'autoritarisme i la disciplina. Aquests principis no només afectaven l'alumnat, sinó i sobretot a la labor del professorat, de manera que tot l'ensenyament era considerada com un instrument d'adoctrinament basat en la defensa del concepte de pàtria, antilaicisme i segregacionisme per raons de classe social i sexe.
Durant la segona meitat de la dècada dels seixanta, en concret cap a 1967, sorgeix un grup de llicenciats i llicenciades, que havien acabat els seus estudis en una Universitat que començava a ser més crítica i més bel·ligerant, va considerar la possibilitat d'accedir a la Junta de Govern del Col·legi de Doctors i Llicenciats amb la finalitat de defensar la introducció de noves pautes pedagògiques a les aules, defensant als professionals de l'ensenyament que s'enfrontaven a una nova etapa de canvis al món de l'educació que van portar a l'aprovació en 1970 de la nova Llei General d'Educació (LGE). Amb això es pretenia també canviar tant les formes d'ensenyar com el paper de l'escola i de l'educació en el procés de transició democràtica que s'aveïnava.
Dins dels moviments de renovació pedagògica en l'estudi històric de la innovació educativa a Espanya cal destacar com durant els últims anys del franquisme, els col·legis tenen una presència social i política fonamental, mereixent especial esment als projectes la finalitat dels quals era aconseguir un sistema educatiu democràtic en una societat que també ho anés, d'aquesta manera els centres educatius, des de col·legis, instituts a Universitats entren a formar part del procés dinamitzador del debat i de les crítiques a l'esperit i a la nova LGE de l'any 1970, la qual cosa en part va portar a les següents modificacions en la Llei de Col·legis Professionals de 13 de febrer de 1974 de manera que en el seu article 47 s'estableix que serà atribució del Consell Nacional de Col·legis la promoció de «la millor preparació científica i pedagògica dels col·legiats», la qual cosa és coherent amb les demandes que es realitzaven referent a això a Madrid en 1972. D'aquesta manera, aquests organismes professionals són l'origen d'algunes singulars i fructíferes iniciatives de renovació pedagògica, a les quals podia oferir una cobertura legal, uns mitjans i un respatller institucional, sense els quals no haguessin pogut dur-se a terme.
El Seminari de Pedagogia de València durant el curs 1966/1967 va fracassar en un primer intent de crear grups de treball entorn d'assignatures concretes. Però després d'aquest revés es va donar lloc a un equip cohesionat de professors que estudia i discuteix els problemes generals de l'ensenyament. Parteixen del debat inicial entorn d'una «reforma global de l'ensenyament» l'estudi del pla Langevin-Wallon i assumeixen els principis essencials de la pedagogia activa, relacionats amb els grups de renovació pedagògica francesos, com els vertebrats entorn de Cahiers pédagogiques i el CRAP (Cercles de recherche et d'action pédagogique) i els GEMAE (Groupe d'étude pour les Méthodes Actives dans l'enseignement) i CEMEA (Centres d'entrainement aux méthodes d'éducation active) amb els quals duen a terme una col·laboració.

## Principis
Els principis del Seminari de Pedagogia poden resumir-se en:
1. Progressar en la formació pedagògica del professorat a través de la recerca col·lectiva i permanent, mitjançant l'estudi de la realitat del que és l'escola i el mitjà en el qual està situada.
2. Considerar que tots els éssers neixen (excepte si neixen amb algun problema) amb les mateixes possibilitats de desenvolupament, sent el mitjà social el que dona origen a les desigualtats escolars.
3. Creure que l'educació és un procés unitari i global que se fonamenta en el treball col·lectiu, amb l'objectiu de capacitar a l'escolar per realitzar-se íntegrament.
4. Afavorir la gestió democràtica a l'aula, com a mitjà d'educar en democràcia al conjunt de la societat.
5. Relegar qualsevol pedagogia que redueixi al professorat a neros executors de programes i tècniques elaborades sense la seva participació.
6. La labor del professorat suposa el compromís d'aplicar aquests principis bàsics de renovació pedagògica, difondre'ls i contagiar a la resta del professorat en la tasca de la innovació pedagògica.

## Homenatges i reconeixement
Al desembre de l'any 2012, a la Sala de la Muralla del Col·legi Major Rector Peset, la Fundació d'Estudis i Iniciatives Sociolaborals de Comissions Obreres del País Valencià, en col·laboració amb el Vicerectorado de Cultura i Igualtat, juntament amb el Col·legi Major Rector Peset de la Universitat de València i el Ministeri de la Presidència del Govern d'Espanya, va inaugurar una exposició titulada: “Antifranquisme i Renovació Pedagògica. El Seminari de Pedagogia del Col·legi de Doctors i Llicenciats del Districte Universitari de València (1966-1978)”.